# Ókori görög birkózás
Az ókori görög birkózás (görögül πάλη, azaz palé) az egyik legősibb görög sport, a görög ifjúság testedzésének, nevelésének egyik fontos kelléke. A gerelyhajítással és diszkoszvetéssel együtt a harcra felkészítés eszköze. Nem görög találmány, két ember küzdelmének olyan alapvető megnyilvánulása, hogy a kora ókor legrégebbi forrásaiban is van birkózás. Mezopotámiában i. e. 26. századi a legrégebbi ábrázolás, Egyiptomban i. e. 25. századi. A Gilgames-eposz az egyik legkorábbi említés, ahol Gilgames többször birkózik Enkiduval. Krétán az i. e. 16. századból Ajía Triáda feltárásaiból ismert birkózókat ábrázoló relief. A görögök átvették ezt a sportot már a bronzkorban, szigorú szabályokat társítottak hozzá. Homérosz Iliaszában a meghalt hősök emlékére rendezett versenyjátékokon – például Patrokloszén – állandó elem, Héraklész legendáiban is többször megjelenik.
A birkózást a gümnaszion palaisztra nevű részén tartották, ahogyan később az ökölvívó mérkőzéseket is. Ez lekerített, homokkal felszórt terület volt. Később a palaisztra elkülönült a gümnasziontól és önálló, általában magánkézben lévő intézménnyé fejlődött, ahol a birkózást, ökölvívást és végül a pankrációt lehetett gyakorolni. Az olümpiai palaisztra már 66×66 méteres alapterületen létesült, ami egy 40×40 méteres gyakorlópályát és a körülötte állított oszlopsort jelenti.
Az ógörög birkózás nagyban hasonlít a mai birkózáshoz, ami nem csoda, mivel a mai birkózás a görög–római birkózásból alakult ki, ami a görög eredetire megy vissza. A versenyzők meztelenül („nyakig mezítláb”) küzdöttek és testüket olajjal kenték be. Mindkettő ugyanazt a célt szolgálta, hogy az ellenfél minél kevesebb fogást találhasson. A győzelemhez nem kellett az ellenfelet két vállra fektetni, mint manapság, hanem elegendő volt arra kényszeríteni, hogy a térde érintse a földet. Ha ez háromszor megtörtént, kihirdették a győztest. Az ellenfél földhöz vágása egyszeri alkalommal is elég volt a győzelemhez. Földharc ezért viszonylag ritka volt, de előfordult, mivel az ellenfelet megadásra is lehetett kényszeríteni, aminek kézenfekvő módja a földre szorítás. Az olümpiai játékokon egyenes kieséses–selejtezős eljárással bonyolították a versenyt, minden körben összesorsolták a továbbjutó versenyzőket. A versenyben az erős és ügyes birkózót becsülték, a cselező szicíliaikat nem nagyon szerették, de éppúgy a puszta nyers erőt sem. Szimonidész ódát írt Arisztodamosznak, ebben így fejezi ki ezt: „Nem óriás erejével, hanem birkózó művészetével győzött.”
Két fő irányzata az egyenes és guruló szabályrendszer (orthopalé, sztadaipalé és katopalé, küliszisz). Az egyenes stílusban már a térd sem érinthette a földet, a másikban a földharc valamelyik küzdő fél megadásával ért véget. Az elsőt homokos küzdőtéren, a másikat fellocsolt talajon vívták. A kijelölt küzdőtér elhagyása esetén a pálya szélén az utolsó szabályos pozícióból folytatták. A szabályrendszert az i. e. 8. században rögzítette Orkhidamosz, amiben a birkózás közben tiltott cselekvéseket sorolta fel. Így például az ütés szemekre, a karmolás és harapás tilalma, a nemi szervekkel kapcsolatos tiltások. A mai birkózással ellentétben néhány ütésfajta engedélyezett volt, így nem véletlen, hogy gyorsan kialakult az ókori görög pankráció is.
A birkózófogások nevei:
- szüsztaszisz, az alapállás enyhe terpeszben, kissé hajlított térdekkel, a küzdők egymással szemben
- paratheszisz, oldalsó alapállás, amikor a felek kissé oldalukat fordították egymás felé
- hamna, könyökfogás, a küzdelem leggyakrabban alkalmazott fogása
- ankürizein, horogütés
- anatrepein, felemelés
- dratein, leszorítás
- ankhein, fojtogatás
- meszolabé, az ellenfél kiemelése deréknál fogva
- periszphingzein, hátulról a hónalj alatt átnyúlva a tarkó leszorítása, azaz a „dupla nelzon”
- hüposzkelizein, gáncsolás

Az ezeken túl a forrásokban említett birkózófogások mibenléte homályos.
A birkózás volt az első nem futósport, amit az olümpiai játékokon bevezettek, közelebbről a 18. játékokon, i. e. 708-ban, mint az öttusa egyik versenyszámát. Később a birkózás az öttusán kívül, egyéni sportágként is bekerült.

## Lásd még
- ókori görög ökölvívás
- ókori görög pankráció
- olümpiai játékok